# ハタオリアリ
ハタオリアリ（学名：Oecophylla longinoda）は、アフリカの熱帯雨林地域に生息する樹上で生活するアリである。現生するツムギアリ属の2種のアリの1種であり、もう1種は、ツムギアリ（Oecophylla smaragdina）である。